# Adiantum tetraphyllum group
Adiantum tetraphyllum group là một loài thực vật có mạch trong họ Adiantaceae. Loài này được miêu tả khoa học đầu tiên.